# Eleven to One
Eleven to One est un film muet américain réalisé par Frank Lloyd et sorti en 1915.

## Fiche technique
- Titre : Eleven to One
- Réalisation : Frank Lloyd
- Scénario : Harvey Gates
- Production : Carl Laemmle pour Universal Film Manufacturing Company
- Genre : Film dramatique
- Date de sortie :
  - États-Unis : 27 juin 1915

## Distribution
- Frank Lloyd : William Crane
- Marc Robbins : Thomas Haig
- Peggy Hart : la fille de Haig
- Millard K. Wilson
- Mildred Hutchinson